# Adrian Jackson
Adrian Jackson (12 giugno 1970) è un bassista britannico di genere metal.
È famoso per essere stato membro dei My Dying Bride, di cui è componente dal 1991. Dal gennaio 2007 Adrian si è trasferito negli USA, lasciando così il gruppo.

## Equipaggiamento
- Basso Warwick Thumb Bolt-On
- Processore Sansamp
- Amplificatore Trace Elliot